# Universidad de las Artes (Tirana)
La Universidad de las Artes (en albanés: Universiteti i Arteve) es la principal institución que ofrece educación superior en las artes en Albania. Fundada en 1966 como el Instituto Superior de Arte,  fusionó tres instituciones artísticas: el Conservatorio Estatal de Tirana, la Escuela Superior de Bellas Artes y la Escuela Superior de Actores "Aleksander Moisiu". La Academia de las Artes fue capaz de tomar ventaja de la tradición rusa en la música clásica y el ballet debido al hecho de que Albania y Rusia tenían estrechas relaciones durante el comunismo.